# Lois Meredith
Lois Meredith, nome d'arte di Loïs Mérédith (Atlantic, 26 giugno 1897 – 15 gennaio 1967), è stata un'attrice statunitense.

## Biografia
Attrice cinematografica e teatrale, Lois Meredith nacque nel 1897 nell'Iowa.

### Teatro
Dal 1911 al 1926, Lois Meredith lavorò in numerosi spettacoli di Broadway. Nel 1911, all'età di 14 anni, appare nel cast di The Duchess, una commedia musicale di Victor Herbert. Nel 1914, recita in Help Wanted, una produzione di Oliver Morosco. Nel 1922, è Annie Jaschikova in The Czarina, commedia di Melchior Lengyel e Lajos Biró - commedia che nel 1924 venne portata sullo schermo da Ernst Lubitsch - e, nel 1926, interpreta il ruolo di Rose Ackroyd in Number 7 di Joseph Jefferson Farjeon.

## Filmografia
- Dan, regia di George Irving e John H. Pratt (1914)
- The Seats of the Mighty, regia di T. Hayes Hunter (1914)
- The Conspiracy, regia di Allan Dwan (1914)
- Help Wanted, regia di Hobart Bosworth (1915)
- The Woman, regia di George Melford (1915)
- My Best Girl (1915)
- The Legacy of Folly, regia di Tom Moore (1915)
- An Enemy to Society, regia di Edgar Jones (1915)
- The Greater Will, regia di Harley Knoles (1915)
- The Precious Parcel, regia di Donald MacKenzie (1916)
- Spellbound, regia di Harry Harvey (1916)
- The Girl Who Can Cook (1917)
- Sold at Auction, regia di Sherwood MacDonald (1917)
- In the Hands of the Law, regia di Henry King (1917)
- Over the Top, regia di Wilfrid North (1918)
- Her Mistake, regia di Julius Steger (1918)
- On the Quiet, regia di Chester Withey (1918)
- Autour du mystère, regia di Henri Desfontaines (1920)
- Le Secret de Rosette Lambert, regia di Raymond Bernard (1920)
- L'Inconnue, regia di Charles Maudru (1921)
- Il cavaliere senza testa (The Headless Horseman), regia di Edward D. Venturini (1922)
- Maria Walewska (Conquest), regia di Clarence Brown (1937)

### Ringraziamenti
- Passengers, regia di Joseph T. Walker – cortometraggio (2002)